# 林奈陨石坑
林奈陨石坑(Linné)是位于月球正面澄海西部一座相当年轻的小撞击坑，约形成于哥白尼纪，其名称取自瑞典著名科学家及医生，瑞典科学院创始人之一，卡尔·冯·林奈(1707年-1778年)，1935年被国际天文联合会批准接受。

## 描述
该月坑西邻山度士-杜蒙陨石坑、东南偏东靠近班廷陨石坑、霍恩斯比陨石坑位于它的南面、西南是乔伊陨石坑；
林奈陨石坑的西北坐落着高加索山脉，它的后面是雨海；而西南方则绵延着巍峨的亚平宁山脉。
月坑中心月面坐标为27°45′N 11°48′E / 27.75°N 11.8°E，直径2.23公里，深度600米。
该月坑的地质龄估计只有几千万年，坑壁边缘界限清晰，内壁坡平滑。据信早期曾为碗状形，后月球勘测轨道飞行器的数据显示，坑内造型呈现被截断的扁平倒锥形，底部填满来自静海的熔岩，形成一层厚厚的玄武岩地表。沿陨坑四周覆盖着一层最初撞击时溅发的喷出物，这层喷发物具有较高的反照率，使它显得十分明亮。
林奈陨石坑是月食期间曾记录到温度产生异常的撞击坑之一，其原因是这些陨石坑年龄较短，表面尚没有时间形成覆盖岩石以提供隔热效果的表岩屑层。
1866年经验丰富的月球观测者和制图师约翰·弗里德里希·朱利叶斯·施密特提出了一个惊人的断言：林奈陨石坑的外观已发生改变，它从一座正常且有点深的陨石坑变成了一块单纯的白斑。这一争议持续了几十年。然而，该陨坑的尺寸限定了地球上望远镜的辨识度。
在条件较差的情况下，该陨坑可能会从视线中消失(另见月球瞬变现象)。

## 卫星陨石坑
按照惯例，最靠近林奈陨石坑的卫星坑在月图上以字母标注在该坑中心点的旁边。
| 林奈 | 纬度    | 经度    | 直径   |
| ---- | ------- | ------- | ------ |
| A    | 28.9° N | 14.4° E | 4 公里 |
| B    | 30.5° N | 14.2° E | 5 公里 |
| D    | 28.7° N | 17.1° E | 5 公里 |
| F    | 32.3° N | 13.9° E | 5 公里 |
| G    | 35.9° N | 13.3° E | 5 公里 |
| H    | 33.7° N | 13.8° E | 3 公里 |

以下列撞击坑已被国际天文联合会重新更名：

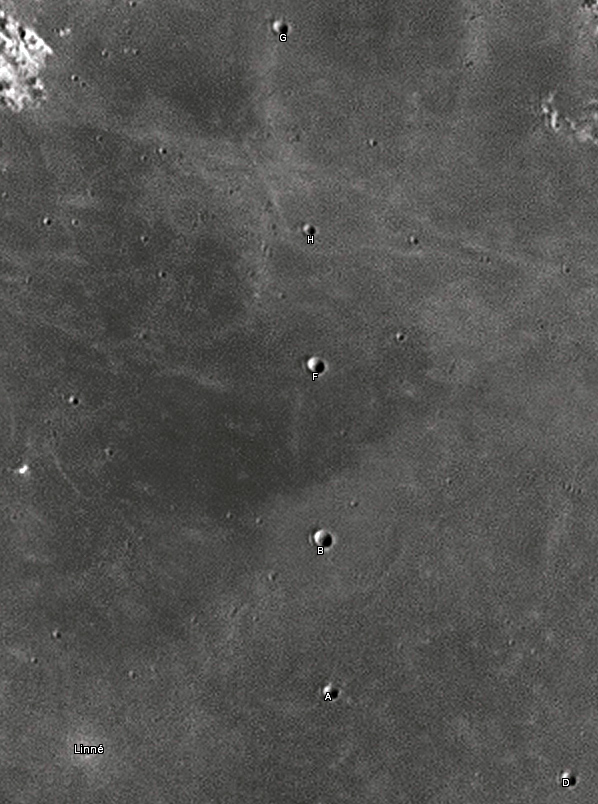
戴维·坎贝尔图片.

- 林奈 E — 查处 "班廷陨坑"(Banting)。

## 图集

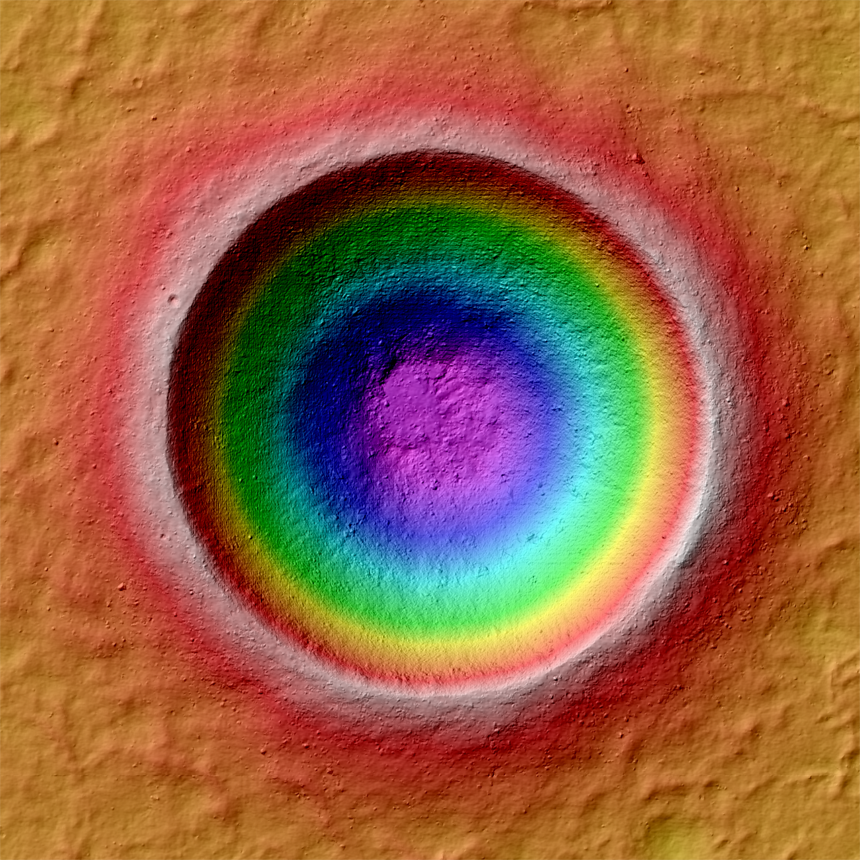
林奈陨石坑可视化高程图，月球勘测轨道飞行器拍摄。
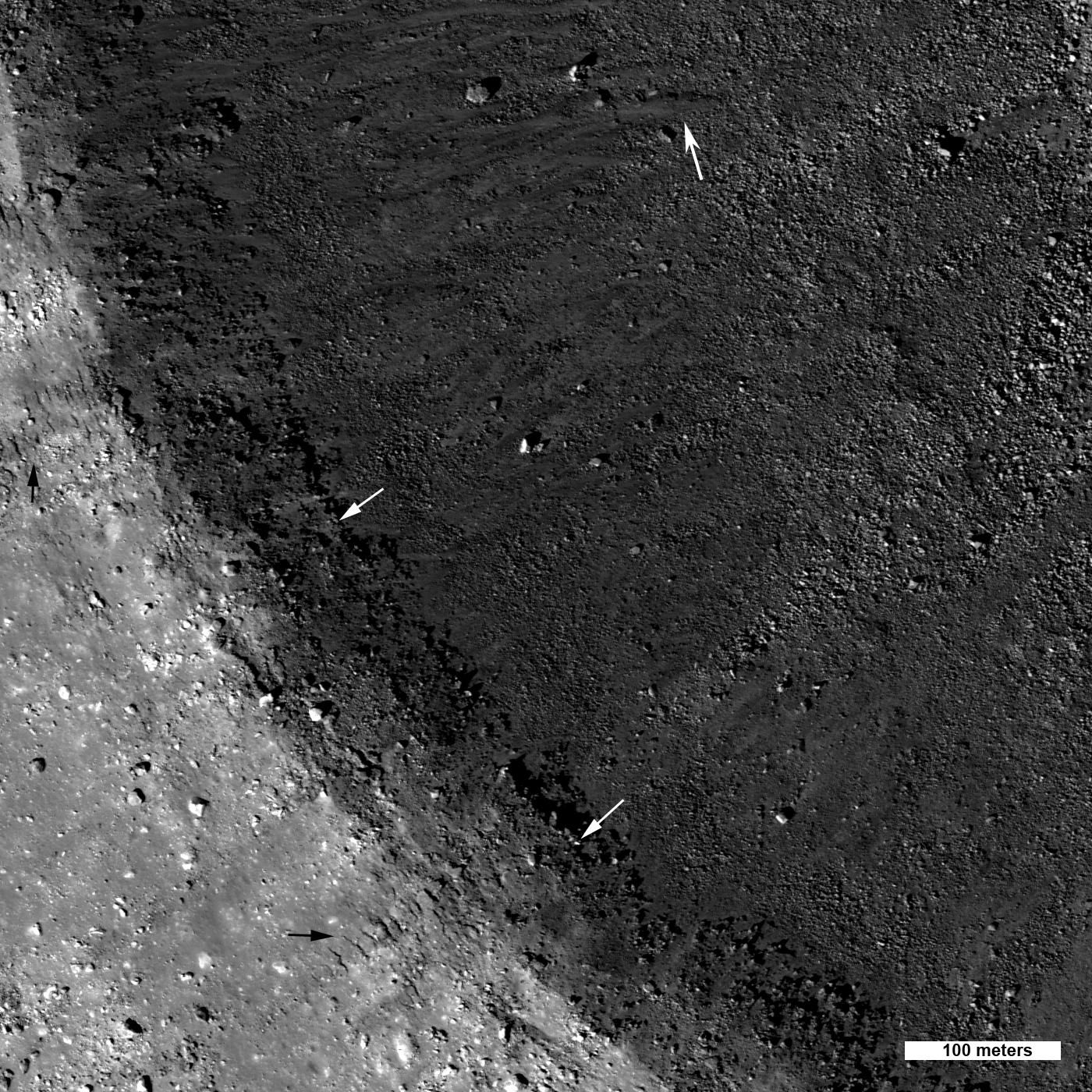
林奈陨石坑的内侧壁，月球勘测轨道飞行器拍摄。